# Reserva de mercado
Reserva de mercado é uma política governamental que impede legalmente o acesso e a importação de uma determinada classe de produtos e bens de consumo com vistas à proteção e desenvolvimento da indústria nacional e incremento da pesquisa científica interna.

## Reserva do mercado de informática no Brasil
Em 1984, a primeira lei sobre Informática no Brasil, a Lei Federal nº 7.232/84, estabeleceu a reserva de mercado para este ramo de atividade, com o objetivo de induzir o investimento do Governo e Setor Privado na formação e especialização de recursos humanos voltados à transferência e absorção de tecnologia em montagem microeletrônica, arquiteturas de hardware, desenvolvimento de software básico e de suporte, entre outros.
Embora não se possa negar a realização de grandes investimentos internos, a Política Nacional de Informática então em vigor acabou por engessar o desenvolvimento econômico do país[carece de fontes?] e chegou a favorecer a pirataria de hardware e software, com o surgimento de diversas empresas nacionais que oficialmente fabricavam equipamentos ou desenvolviam sistemas copiados de projetos estrangeiros, principalmente de origem norte-americana (TRS-80, Apple Inc., Microsoft etc.)[carece de fontes?].
A única empresa estrangeira que parece ter obtido autorização do governo brasileiro para comercializar microcomputadores no país, nessa época, foi a Hewlett-Packard, com seu modelo HP85B. A única restrição colocada pelo Governo foi a de que a máquina só poderia ser negociada para aplicações técnico-científicas, mas não para fins comerciais[carece de fontes?].
O fim da reserva de mercado, pela Lei Federal nº 8.248/91, incrementou o livre acesso da mão-de-obra especializada a recursos laboratoriais de ponta, já consolidados, testados e aprovados em economia de escala mundial e condicionou o investimento em novos projetos como contrapartida das empresas que se beneficiavam de incentivos fiscais concedidos ao desenvolvimento de produtos ou serviços com valor nacional agregado[carece de fontes?].
Como o objeto daquele investimento tanto podia ser constituído por projetos próprios das empresas beneficiárias, como por grandes projetos ou programas propostos pelo Governo, o momento foi oportuno para uma mudança de foco da Política Nacional de Informática, de hardware para software, de produção doméstica para economia de escala e competitividade nos mercados nacional e internacional.